# دنباله‌دار سی/۲۰۱۷ تی۲ (پن‌استارآراس)
دنباله‌دار سی/۲۰۱۷ تی۲ (پن‌استارآراس) (به انگلیسی: C/2017 T2 (PANSTARRS)) یک دنباله‌دار ابر اورت است که در تاریخ ۲ اکتبر ۲۰۱۷ در فاصله ۹٫۲ واحد نجومی (۱٫۳۸ میلیارد کیلومتر) از خورشید کشف شد. نزدیکترین نزدیکی به زمین در تاریخ ۲۸ دسامبر ۲۰۱۹ در فاصله ۱٫۵۲ واحد نجومی (۲۲۷ میلیون کیلومتر) بود. در ۴ مه ۲۰۲۰ به حضیض خورشیدی رسید هنگامی که از تجزیه در ۱٫۶ واحد نجومی از خورشید در امان بود.(فاصله مریخ از خورشید نیز ۱٫۶ واحد نجومی است).

دنباله‌دار سی/۲۰۱۷ تی۲ با قدر ظاهری درجه ۸ روشن گشت و با کمک دوربین دوچشمی قابل دیدن شد. در اوایل ژوئن ۲۰۲۰ دنباله‌دار در نزدیکی ستاره دبه در خرس بزرگ حضور داشت. 